# Nhóm ngôn ngữ Nam bán đảo Ả Rập hiện đại
Nhóm ngôn ngữ Nam bán đảo Ả Rập hiện đại hoặc nhóm ngôn ngữ Semit Đông Nam, là một nhóm các ngôn ngữ bị đe dọa được sử dụng bởi một bộ phận nhỏ dân cư nhỏ sống ở bán đảo Ả Rập (ở Yemen và Oman) và đảo Socotra. Cùng với nhóm ngôn ngữ Semit Ethiopia hiện đại (Semit Tây Nam), chúng tạo thành tiểu nhánh Semit Nam của ngữ tộc Semit.

## Phân loại
Trong phân loại dựa trên niên đại ngôn ngữ học, Alexander Militarev trình bày các ngôn ngữ Nam bán đảo Ả Rập hiện đại như một nhánh Semit Nam đối lập với nhánh Semit Bắc bao gồm tất cả các ngôn ngữ Semit khác. Chúng không còn được coi là "con" của ngôn ngữ Nam bán đảo Ả Rập cổ đại như đã từng nghĩ mà thay vào đó là "cháu họ".